# 方忠炳
方忠炳（？—），男，中华人民共和国政治人物，曾任福建省高级人民法院院长，福建省人大常委会副主任。